# Thomas Morales
Thomas Morales, né le 8 juin 1974 à Bourges, est un écrivain, critique littéraire et chroniqueur français.

## Biographie
Après des études de droit et de journalisme, il commence sa carrière à La Voix du Sancerrois et au Berry Républicain en 1996.
Entre 2000 et 2004, il est communicant (Information Corporate et Publications) au sein du groupe DaimlerChrysler France. Depuis 2009, il est le rédacteur en chef adjoint du magazine Mercedes pour la France et travaille pour MB Talks (Benelux),
On peut lire ses chroniques et nouvelles dans Technikart, L'Homme Magazine, Rétroviseur, l'Argus de l'Automobile, Playboy, L'Auto-Journal ou encore Homme deluxe.
Il collabore à plusieurs revues et magazines (Causeur, Le Figaro, Schnock, Service littéraire, Best, Livr'arbitres, Valeurs actuelles,...).
Il a été membre du jury du Prix des Hussards jusqu'à 2023.
Il est membre du Prix littéraire du Cercle K2 et du Prix littéraire Denis Tillinac à partir de 2024.
En 2022, il est, pour son roman Et maintenant, voici venir un long hiver..., le premier lauréat du prix Denis Tillinac.
En 2023, il publie Monsieur Nostalgie 1,,,, et défend le maintien des bouquinistes à Paris durant les Jeux Olympiques 2024 dans les colonnes du Figaro,.
En 2024, il publie deux livres, Les Bouquinistes et Tendre est la province,,.

## Polémiques
Lors de la cérémonie d'ouverture de la Coupe du monde de rugby 2023 au Stade de France, critiquée selon la presse de télévision,, sur les réseaux sociaux français « ou même à l’étranger », en raison d'un  « certain désordre et même ennui », il affirme avoir lui vu « dans les tribunes, un air de concorde », dont « il faudrait se réjouir » plutôt que critiquer. Dans une chronique au Figaro, qui dénonce « un torrent de boue de la part de tous les salisseurs de mémoire réunis », et montre du doigt « les promoteurs du vivre ensemble » oeuvrant dans « certains médias », dans les rangs desquels selon lui « on ricane et on complote gaiement », pour « taper sur son pays », en étant « immunisés contre la mauvaise foi » car reprochant au rugby son « peu d'ancrage dans les banlieues ». Selon lui, « les accusations de racisme ne sont jamais loin », dans les critiques de cette cérémonie, qui d'après lui « déversent alors leur haine sur le cinéma de Pagnol et de Renoir » et accusent de le rugby de « véhiculer » des valeurs « rances », en raison du jeu de mots "allez la Rance !"  dans le titre d'un compte rendu de Libération, qui ne dit pourtant pas un mot sur les valeurs du rugby, ni sur le cinéma de Pagnol et de Renoir, car uniquement consacré à la "carte postale sépia" de cette cérémonie.
En 2025, il s'exprime contre la décision de France Télévisions d'arrêter l'émission Questions pour un champion sur France 3 en semaine. Dans un tribune au FigaroVox, il estime qu'elle reflète un « mépris pour la France du savoir » et considère que l'émission est un « phare pour la francophonie ».

## Distinctions
- 2017 : Coup de Shako du Prix des Hussards[23]
- 2019 : Prix François-Victor Noury de l'Institut de France sur proposition de l'Académie française.
- 2022 : Premier lauréat du Prix Denis Tillinac[24].

## Œuvres
- Le break Volvo 240 de mon père, ETAI, 14 mars 2009, 120 p. (ISBN 978-2726888377)
- Objets masculins : les essentiels de l'homme, Éditions du May, 2009, 160 p. (ISBN 978-2841021284)
- Mythologies automobiles, L'éditeur, 24 novembre 2016, 144 p. (ISBN 978-2362010347)[25]
- Dictionnaire élégant de l'automobile, Rue Fromentin, 7 novembre 2013, 192 p. (ISBN 978-2919547197)[26]
- Lectures vagabondes, La Thébaïde, 6 octobre 2014, 254 p. (ISBN 978-2953960280)
- Les mémoires de Joss B, Le Rocher, 2 avril 2015, 256 p. (ISBN 978-2268077529)[27]
- Adios, Pierre-Guillaume de Roux, 22 septembre 2016, 176 p. (ISBN 978-2363711663)[28]
- Madame est servie ! Une nouvelle enquête de Joss B., Le Rocher, 3 mars 2016, 160 p. (ISBN 978-2268084022)
- Un patachon dans la mondialisation, Pierre-Guillaume de Roux, 14 septembre 2017, 192 p. (ISBN 978-2363712141)
- Belmondo et moi, Nouvelles lectures éditions, 24 mars 2017, 71 p. (ISBN 978-2374240435)
- Philippe de Broca, Nouvelles Lectures, décembre 2018 (ISBN 978-2374240657)
- Eloge de la voiture - Défense d'une espèce en voie de disparition, Le Rocher, 19 septembre 2018, 233 p. (ISBN 978-2268100692)[29],[30],[31]
- Noblesse du barbecue, Nouvelles lectures éditions, 18 juin 2020 (EAN 9782374240558)[32]
- Tais-toi quand tu écris, Les tribulations d'un chroniqueur, Pierre-Guillaume de Roux, 15 novembre 2018, 240 p. (ISBN 978-2363712691)
- Un été chez Max Pécas, Pierre-Guillaume de Roux, 10 octobre 2019, 96 p. (ISBN 978-2363713117)[33]
- Paris-Berry, nouvelle vague, Editions La Thébaïde, 22 juin 2020, 110 p. (ISBN 979-1094295281)[34]
- Ma dernière séance : Marielle, Broca et Belmondo, Pierre-Guillaume de Roux, 21 janvier 2021, 100 p. (ISBN 978-2363713490)
- Des nouvelles de l'amitié, ouvrage collectif, Terres de l'Ouest, 27 octobre 2021, 272 p. (ISBN 979-1097150808)
- Christian Millau, une vie au galop, portraits croisés, ouvrage collectif, Le Rocher, 29 septembre 2021, 224 p. (ISBN 978-2268106229)
- La dame au cabriolet avec Dominique Guiou, Serge Safran, 2 juillet 2021, 156 p. (ISBN 979-1090175754)[35]
- Là où dansent les éphémères, 108 poètes d'aujourd'hui, Le Castor Astral, 10 février 2022, 461 p. (ISBN 979-1027803101)
- Et maintenant voici venir un long hiver..., Héliopoles, 21 avril 2022, 188 p. (ISBN 978-2379850479)[36],[37],[38]
- Monsieur Nostalgie, Héliopoles, 8 juin 2023, 185 p. ([39] (ISBN 978-2379850783)
- Les Bouquinistes, Héliopoles, 19 septembre 2024, 200 p.[40]
- Tendre est la province, EQUATEURS, 2 octobre 2024, 238 p.[41]